# Балка Чубанова
Балка Чубанова — балка (річка) в Україні у Кропивницькому районі Кіровоградської області. Ліва притока річки Інгульця (басейн Дніпра).

## Опис
Довжина балки приблизно 3,90 км, найкоротша відстань між витоком і гирлом — 8,07  км, коефіцієнт звивистості річки — 1,12 . Формується декількома загатами. На деяких ділянках балка пересихає.

## Розташування
Бере початок на північній стороні від села Топило. Тече переважно на північний схід і у селищі Гайдамацьке впадає у річку Інгулець, праву притоку річки Дніпра.

## Цікаві факти
- Біля гирла у селищі Гайдамацькому балку перетинає автошлях Т 1207[3] (автомобільний шлях територіального значення в Кіровоградській області. Проходить територією Кропивницького району від перетину з Н01 через Цибулеве (станція)—Гайдамацьке—Високі Байраки до перетину з E584. Загальна довжина — 38,3 км.).
- У XIX столітті на балці існували декілька хуторів[1].